# Elecciones parlamentarias de Eslovaquia de 2010
Las elecciones parlamentarias se celebraron en Eslovaquia el 12 de junio de 2010. En las elecciones participaron 18 partidos, seis de los cuales superaron la barrera electeral del  para tener representación en el parlamento. A pesar de que el partido gobernante Dirección-Socialdemocracia (SMER-SD) del Primer ministro Robert Fico ganó las elecciones, el nuevo gobierno terminó siendo una coalición dirigida por la Unión Demócrata y Cristiana Eslovaca-Partido Democrático (SKDÚ-DS) de Iveta Radičová que incluyó al Movimiento Democrático Cristiano (KDH), a Libertad y Solidaridad (SaS) y el Most–Híd. Aun así, su gobierno cayó el 11 de octubre de 2011 por una moción de censura con nuevas elecciones para 2012.

## Antecedentes
Un total de 2,401 candidatos aplicó para disputar los 150 escaños. Las encuestas en febrero de 2010 habían indicado que el partido gobernante Dirección-Socialdemocracia (SMER-SD) ganaría la elección con un 25% de los votos. Aun así los cinco partidos de oposición la Unión Demócrata y Cristiana Eslovaca-Partido Democrático (SKDÚ-DS), el Movimiento Democrático Cristiano (KDH), el Partido de la Comunidad Húngara (SMK-MKP), a Libertad y Solidaridad (SaS) y el Most–Híd podrían formar juntos una mayoría. Dado que toda la oposición estava unida en contra del gobierno de Robert Fico. Durante la campaña electoral, algunos informes indicaron que los demócratas cristianos y los dos partidos húngaros étnicos no habían podido gobernar fuera de ideales de Fico. Algunos rumores indicaban que el primer ministro Robert Fico en secreto tenía un acuerdo para no introducir una coalición con los nacionalistas, a no ser que no tuviera otra opción. Una encuesta de la Agencia Noticiosa indicaba que la coalición de Fico no lograría revalidar su mayoría.

## Campaña
Durante las elecciones parlamentarias el SDKÚ-DS corrió en una plataforma de disciplina fiscal y prometiendo a reinvigorate la economía después de que padezca una 4.7 disminución de porcentaje en crecimiento en 2009.

## Encuestas de opinión
Según encuestar Foco de agencia, en mayo 2010, ocho partidos cruzarían el 5% umbral necesitado para participación en parlamento.
| Partido                                                                 | Enero 2010 | Febrero 2010 | Marzo 2010 | Abril 2010 | Mayo 2010 | Junio 2010 |
| ----------------------------------------------------------------------- | ---------- | ------------ | ---------- | ---------- | --------- | ---------- |
| Dirección – Socialdemocracia                                            | 41.4%      | 38.6%        | 38.4%      | 36.8%      | 35.3%     | 29.5%      |
| Eslovaco Partido Nacional                                               | 6.2%       | 6.2%         | 6.3%       | 8.6%       | 6.1%      | 7.7%       |
| El partido de las personas – Movimiento para una Eslovaquia Democrática | 6.5%       | 5.8%         | 5.4%       | 5.4%       | 5.1%      | 5%         |
| Eslovaco Unión Democrática y cristiana – Partido Democrático            | 15.2%      | 11.3%        | 14.3%      | 13.6%      | 14%       | 12.1%      |
| Libertad y Solidaridad                                                  | 5.1%       | 9.6%         | 8.6%       | 11.5%      | 13.3%     | 12.4%      |
| Movimiento Democrático cristiano                                        | 9.0%       | 9.6%         | 9.7%       | 8.6%       | 8.3%      | 9.2%       |
| La mayoría de@–Híd                                                      | 5.2%       | 5.6%         | 6.9%       | 5.1%       | 5.6%      | 6.5%       |
| Partido de la Coalición húngara                                         | 5.6%       | 5.1%         | 5.2%       | 5.1%       | 5.9%      | 5.2%       |

Según una encuesta del Instituto de asuntos públicos (IVO) la participación de votante será aproximadamente 50 a 60%.

## Resultados
| Partido                                                   | Votos     | %     | Escaños | +/–   |
| --------------------------------------------------------- | --------- | ----- | ------- | ----- |
| Dirección– Socialdemocracia                               | 880.111   | 34,80 | 62      | +12   |
| Unión Demócrata y Cristiana Eslovaca-Partido Democrático  | 390.042   | 15,42 | 28      | -3    |
| Libertad y Solidaridad                                    | 307.287   | 12,15 | 22      | Nuevo |
| Movimiento Demócrata Cristiano                            | 215.755   | 8,53  | 15      | +1    |
| Most-Híd                                                  | 205.538   | 8,13  | 14      | Nuevo |
| Partido Nacional Eslovaco                                 | 128.490   | 5,08  | 9       | -11   |
| Partido de la Coalición Húngaro                           | 109.638   | 4,33  | 0       | -20   |
| Partido Popular-Movimiento por una Eslovaquia Democrática | 109.480   | 4,33  | 0       | -15   |
| Partido de la Izquierda Democrática                       | 61.137    | 2,42  | 0       |       |
| Kotlebistas - Partido Popular Nuestra Eslovaquia          | 33.724    | 1,33  | 0       | Nuevo |
| Partido Comunista de Eslovaquia                           | 21.104    | 0,83  | 0       |       |
| Unión-Partido por Eslovaquia                              | 17.741    | 0,70  | 0       |       |
| Paliho Kapurková, Partido Político Feliz                  | 14.576    | 0,58  | 0       |       |
| Partido Democrático Europeo                               | 10.332    | 0,41  | 0       |       |
| Nueva Democracia                                          | 7.962     | 0,31  | 0       |       |
| Partido de la Coalición Romaní                            | 6.947     | 0,27  | 0       |       |
| Unión de los Trabajadores de Eslovaquia                   | 6.196     | 0,24  | 0       |       |
| AZEN-Alianza por la Europa de las Naciones                | 3.325     | 0,13  | 0       |       |
| Votos en blanco/nulos                                     | 29.180    | –     | –       | –     |
| Total                                                     | 2.558.565 | 100   | 150     | 0     |
| Participación electoral                                   | 4.362.369 | 58,65 | –       | –     |
| Fuente: Volby,                                            |           |       |         |       |

## Gobierno nuevo
El primer ministro Robert Fico de Dirección-Socialdemocracia (SMER-SD) el partido aumentó su votación en 5%. Aun así, Fico afrontaría una verdadera batalla en su intento para convertirse en primer ministro, dado que sus socios de coalición se dieron un batacazo. El Partido Nacional Eslovaco (SNS) apenas superaría la barrera del 5% requerido para lograr la representación parlamentaria perdiendo 11 de sus 20 escaños, mientras que el Partido Popular– Movimiento por una Eslovaquia Democrática (ĽS-HZDS) perdería toda su representación. A pesar de los contratiempos, Fico dijo que quiera intentar un gobierno en minoría que solo tenía 71 de los 150 escaños del parlamento y así forzaría la necesidad del apoyo de aunque sea uno de los partidos de oposición. Esto ha sido descrito como improbable, pero posible, porque los partidos de oposición declararon durante la elección que no introducirían gobierno con Fico. Un analista dijo que él "estrictamente regla[d] fuera que cualquiera del centro-los partidos correctos podrían equipo arriba con Smer."
El segundo eslovaco colocado Unión Democrática y cristiana – el partido Democrático tuvo charlas de coalición con el Movimiento Democrático cristiano, Libertad y Solidaridad y Más@–Híd. El 16 de junio  esté informado que los cuatro partidos de oposición qué tuvo ganó los asientos en el parlamento habían apalabrado forma un gobierno bajo la jefatura de Radičová.
Un acuerdo en la distribución de ministerios estuvo lograda el 28 de junio de 2010. Radičová Era entonces jurado en tan PM el 8 de julio de 2010, después de su coalición (comprendiendo SDKU, KDH, SaS y Más-Escondido) aseguró una mayoría de 79 asientos en el parlamento de 150 asientos y Fico y su gabinete tendered sus dimisiones. El gobierno nuevo prometió para cortar estatal gastando y el déficit de presupuesto y para atraer inversión más extranjera, mientras steering aclarar de aumentos de impuesto. " Estamos a punto para responsabilizarse sobre el país a la vez cuándo  está soportando el impacto de una crisis económica profunda y las decisiones irresponsables de nuestros predecesores políticos." También han buscado, a través de Más-Escondidos, para reconstruir enlaces con Hungría aquello era mal averiado por la adopción de ciudadanía y lengua contenciosas leyes.

### Caída de gobierno
El 11 de octubre de 2011, el parlamento votó para aprobar la expansión del Fondo de Estabilidad Financiero europeo en las tierras, según la Libertad y Solidaridad, que Eslovaquia, la segunda eurozona más pobre país, tener que no rescate países más ricos como Grecia y para banco re-capitalización. Cuando Eslovaquia era el último país de eurozona  para votar en la medida, Radičová lo hizo un ningún voto de confianza. La medida entonces fallada por 21 votos después de ambas Libertad y Solidaridad y Smer abstuvo. Aun así, otro voto estuvo esperado con Smer rumoured para apoyarlo allí tendría que ser una elección nueva y más stringent plazos. Smer Vino a un acuerdo con la coalición de gobernar para apoyar la medida en qué Fico llamó "el documento más importante de este periodo." También explique el primer rechazo de ronda de la medida cuando "diciendo 'ningún' a un rightist gobierno, pero  estamos diciendo 'sí' al fondo de rescate." Cuando por el acuerdo entre el dos Ministro de partidos [qué? Mikulas Dzurinda Dijo que un chasquear la elección se ha apellidado: " decidimos que cuando el primer punto de [el jueves es] sesión parlamentaria,  trabajaremos en una propuesta para acortar el periodo de votar, con el objetivo de organizar una elección el 10 de marzo. Inmediatamente después de que [13 octubre o 14 octubre]  debatiremos las propuestas relacionaron al EFSF."